# Kasteel Ooidonk
Het kasteel Ooidonk is een monumentale, oude waterburcht ten zuiden van het Belgische dorp Sint-Maria-Leerne (= Bachte-Maria-Leerne), niet ver van Deinze. Het kasteel ligt in een park van 45 ha groot.

## Geschiedenis
Het kasteel is ontstaan in de 12e eeuw als een (versterkte) boerderij, gesitueerd op een zandheuvel (donk) nabij een meander in de Leie. In de 14e eeuw is de boerderij reeds uitgegroeid tot een versterkte waterburcht. Het kasteel diende aanvankelijk als voorpost en verdedigingsbolwerk van de stad Gent aan de Leie. Het werd na de Slag bij Nevele in 1381 de zetel van de heerlijkheid Nevele en kwam in het bezit van een tak van de Franse familie Montmorency. Het slot werd in 1491 verwoest door de Gentenaars, tijdens de Vlaamse Opstand tegen Maximiliaan. In de 16e eeuw werd het kasteel bewoond door Filips van Montmorency, de graaf van Horne die in 1568 op last van de Spaanse heerser onthoofd werd samen met Lamoraal van Egmont. In 1579, in de periode dat Gentse opstandelingen Filips II van Spanje als graaf van Vlaanderen hadden afgezet, werd het nogmaals verwoest. In 1592 werd de ruïne opgekocht door Maarten della Faille die het liet herbouwen tot een woonkasteel in Vlaamse renaissancestijl. Door huwelijk kwam het kasteel in het bezit van de familie Du Bois. 

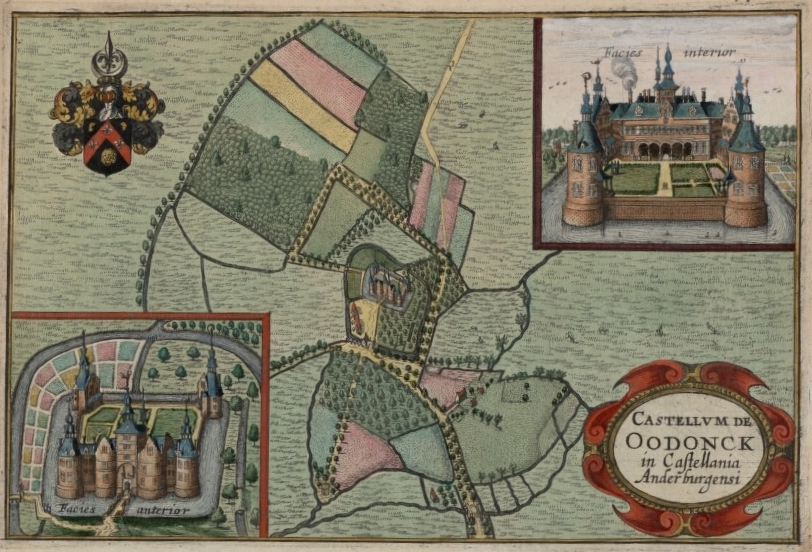
Het Kasteel Ooidonk in de eerste helft van de 17e eeuw (afbeelding uit Flandria Illustrata -1641)

Thans is Kasteel Ooidonk privaat eigendom van graaf Henry t'Kint de Roodenbeke, oudste zoon van wijlen graaf Juan t'Kint de Roodenbeke. De familie bezit het sinds 1864, toen Henri t'Kint de Roodenbeke het kasteel aankocht. De familie heeft het kasteel uitgebreid, zonder afbreuk te doen aan de speelse renaissancestijl. De Franse architect Clément Parent (1823-1884) leverde het ontwerp en leidde de verbouwingswerken van 1864 tot 1875. Zo werden het interieur vernieuwd en de tuinen heraangelegd. Ook liet graaf t'Kint de conciërgewoning bouwen en het smeedijzeren erehek plaatsen met zijn wapenschild. Het interieur is te beschrijven als zuivere neo-Vlaamse renaissancestijl, met de vermelding van de huiskapel van de familie in neo-Byzantijnse stijl.
Het kasteel werd in 1944 beschermd als monument. In 1980 werden ook enkele omliggende gebouwen mee beschermd en in 1995 het kasteeldomein en de omgeving.
Kasteel Ooidonk is sinds 1958 open voor bezoekers van 1 april tot 15 september, het omliggende park (Franse tuinen) is het gehele jaar te bezichtigen. Op het domein worden soms openluchttentoonstellingen gehouden. In 1995 werd het 400-jarig bestaan van het kasteel gevierd door de familie. Ook werd de 150ste verjaardag van de aanwezigheid van familie t'Kint de Roodenbeke in Ooidonk in juni 2014 gevierd.
Zowel Henri II t'Kint de Roodenbeke als zijn zoon Juan t'Kint de Roodenbeke en zijn kleinzoon Henry t'Kint de Roodenbeke hebben in de laatste vijtig jaar grote inspanningen geleverd voor de restauratie en renovatie van het kasteel en van het ganse domein.

## Ooidonkbos
Rond het domein ligt het voormalige jachtterrein 'Ooidonkbos'. Het gebied bestaat uit zuur eiken- en essenbronbos, beukenbos met ondergroei van hulst en taxus, wilgenstruweel, populieren met moerasvegetatie en een klein elzenbroekbos. Het Ooidonkbos is Europees beschermd als onderdeel van Natura 2000-habitatrichtlijngebied 'Bossen en heiden van Zandig Vlaanderen: oostelijk deel'.

## Bewoners
- Graaf Henri t'Kint de Roodenbeke (Henri I); eigenaar sinds 1864
  - Graaf Arnold t'Kint de Roodenbeke; geboren in 1853 en gestorven in het kasteel op 10 augustus 1928
  - Graaf Jean t'Kint de Roodenbeke (Juan I); (1886-1954)
  - (Graaf Pierre d'Alcantara de Querrieu; geboren in het kasteel op 2 november 1907)
  - Graaf Henri t'Kint de Roodenbeke (Henri II); geboren op 1 mei 1912 en gestorven in het kasteel op 1 juni 1990
  - Graaf Juan t'Kint de Roodenbeke (Juan II); geboren op 1 april 1934 en gestorven in het kasteel op 12 september 2013
  - Graaf Henry t'Kint de Roodenbeke (Henri III)

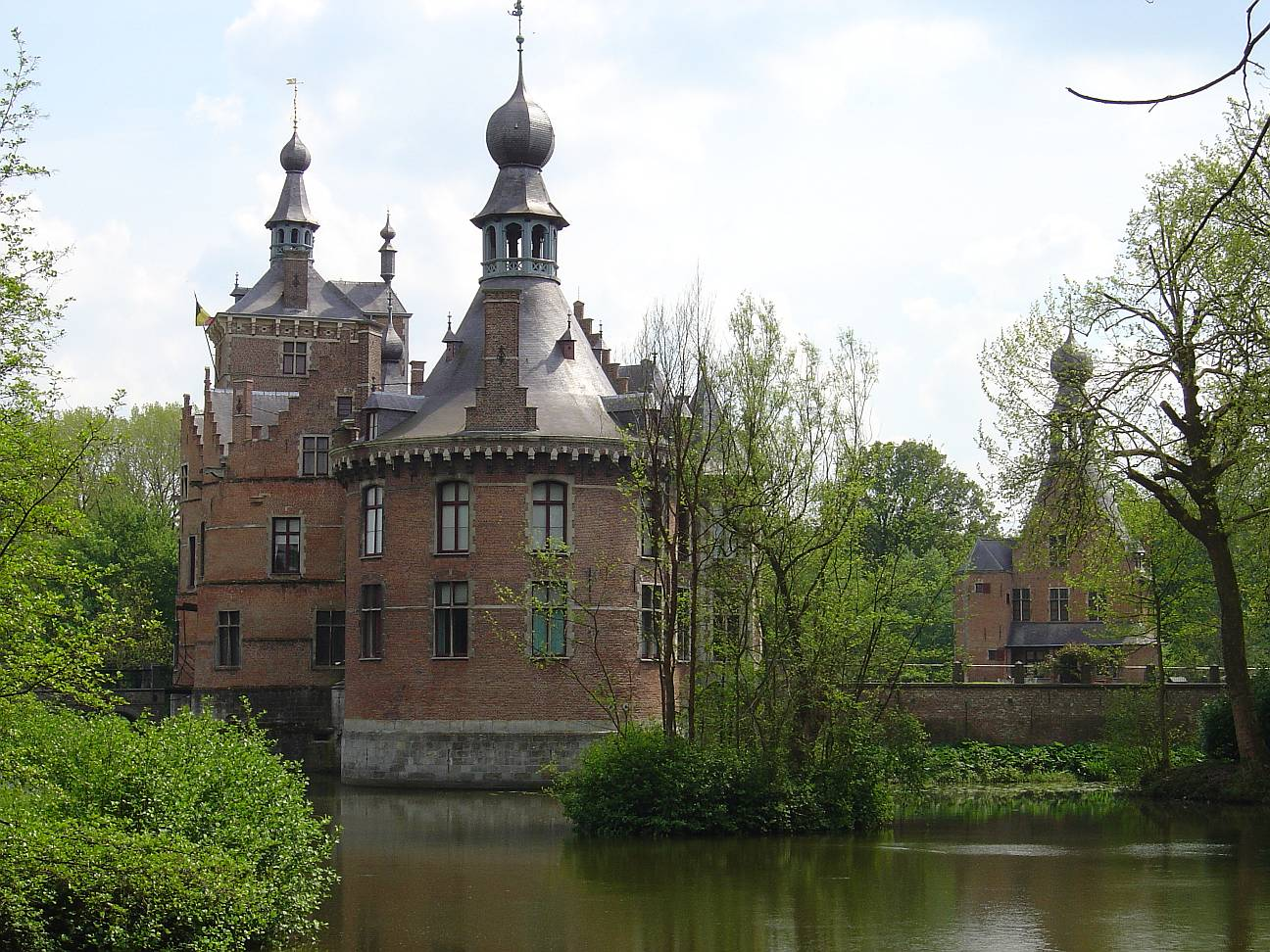
Kasteel van Ooidonk (zijaanzicht)
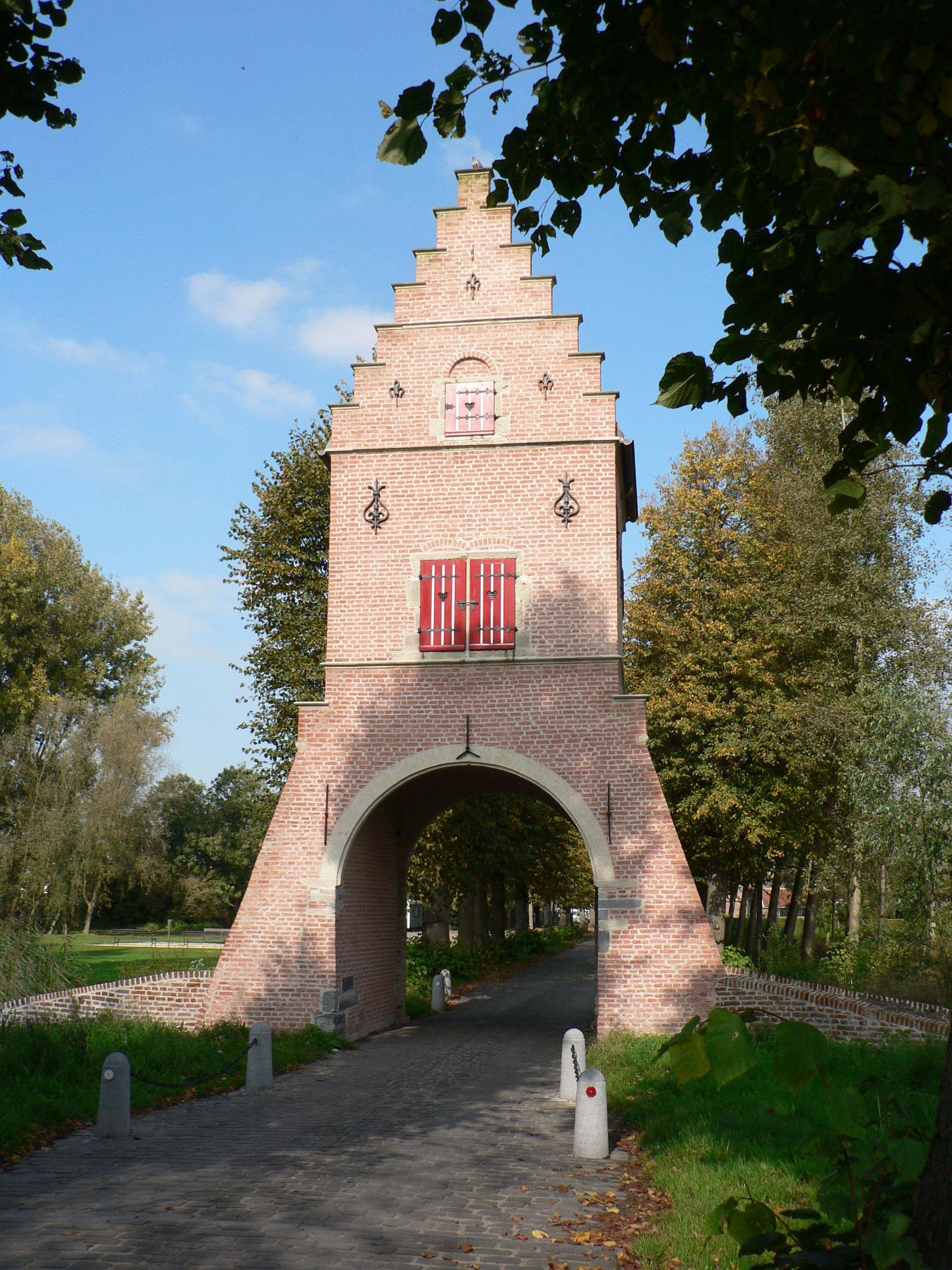
De Blauwe Poort in de Ooidonkdreef
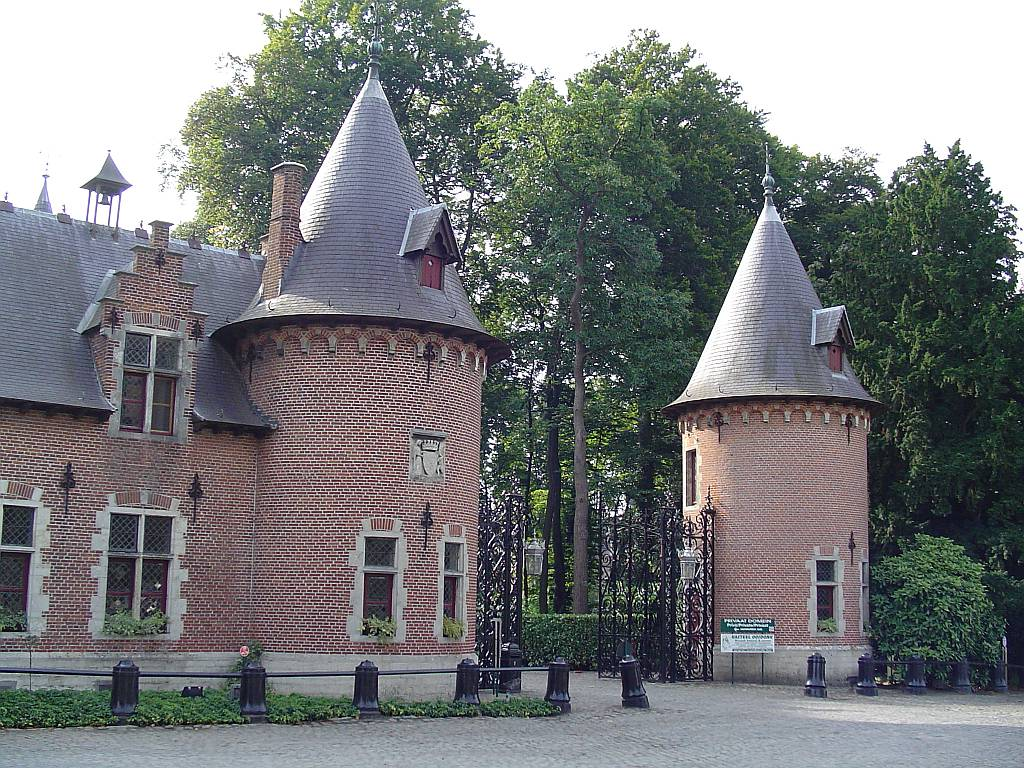
De toegangspoort van het kasteel, het poorthuis
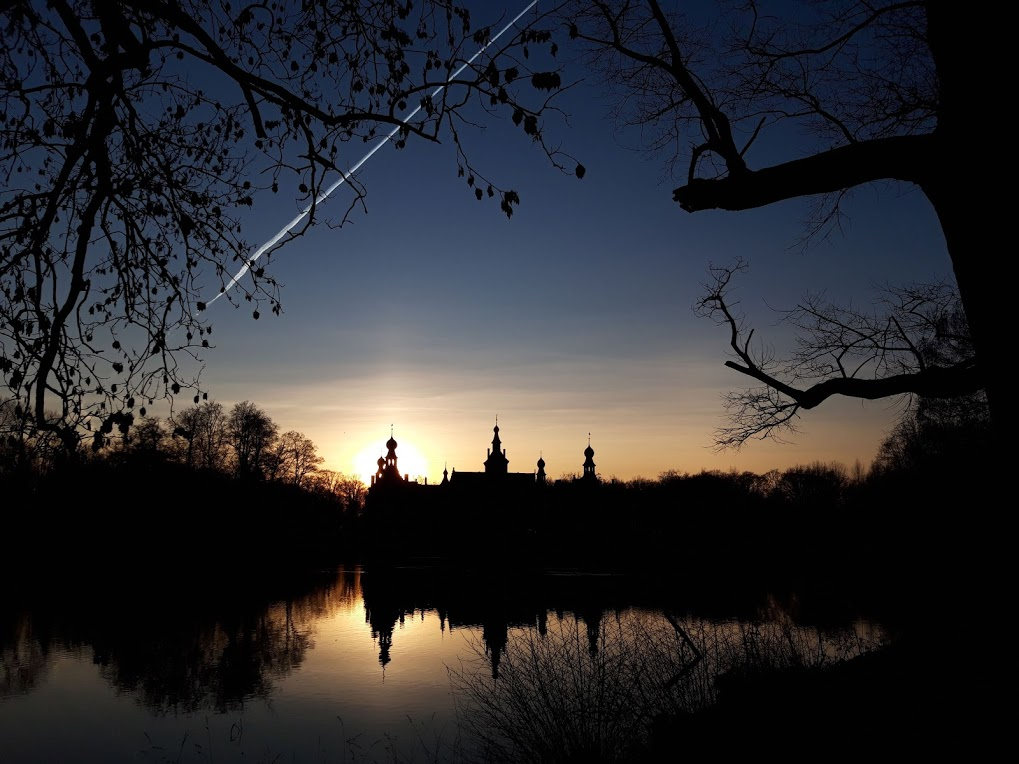
by night - 25 december 2018
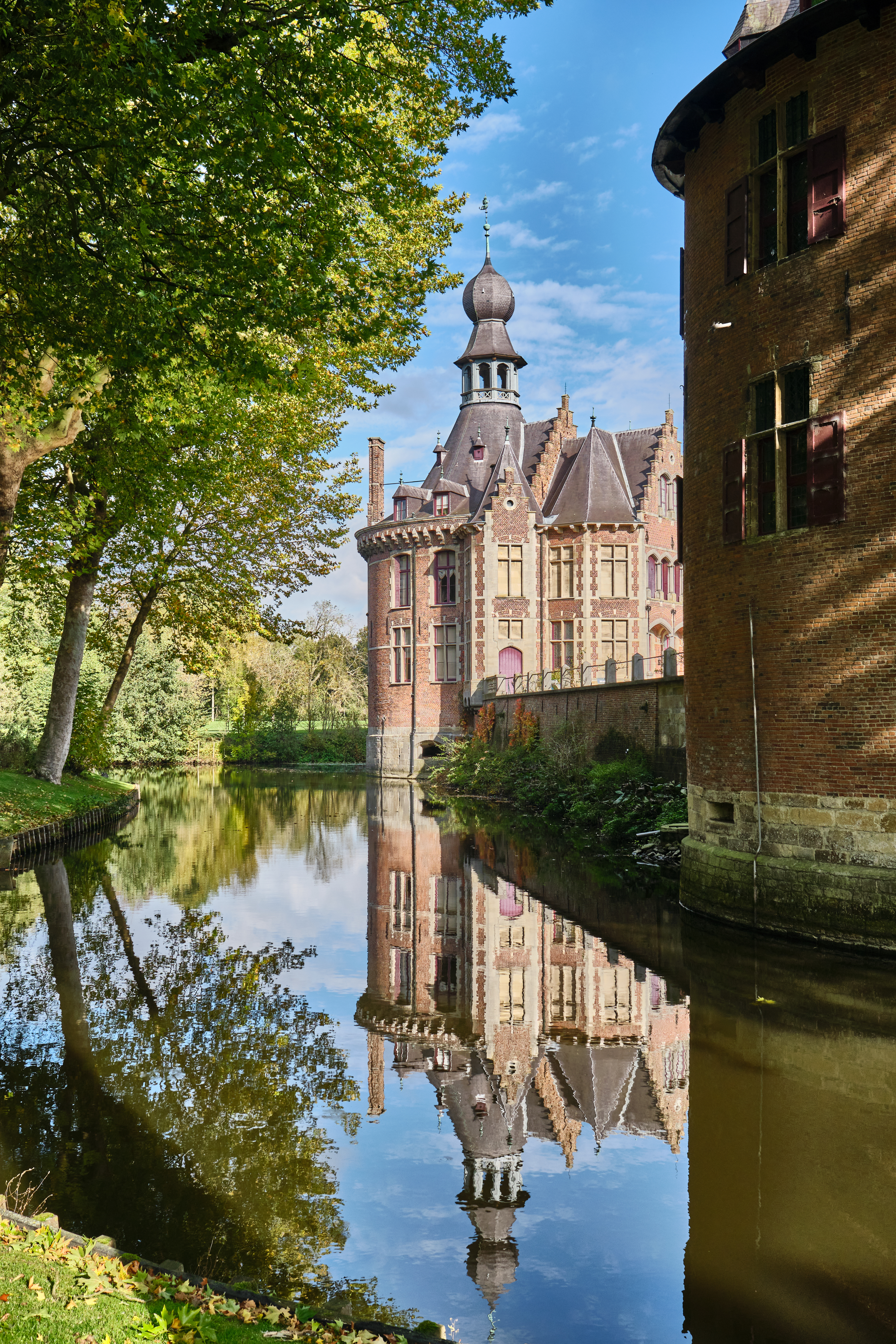
Slotgracht

## Trivia
- Een tijdlang werd het bier Kasteelbier Ooidonk (een etiketbier van Kasteelbier) gemaakt.[7]